# Scomparsa di Lars Mittank

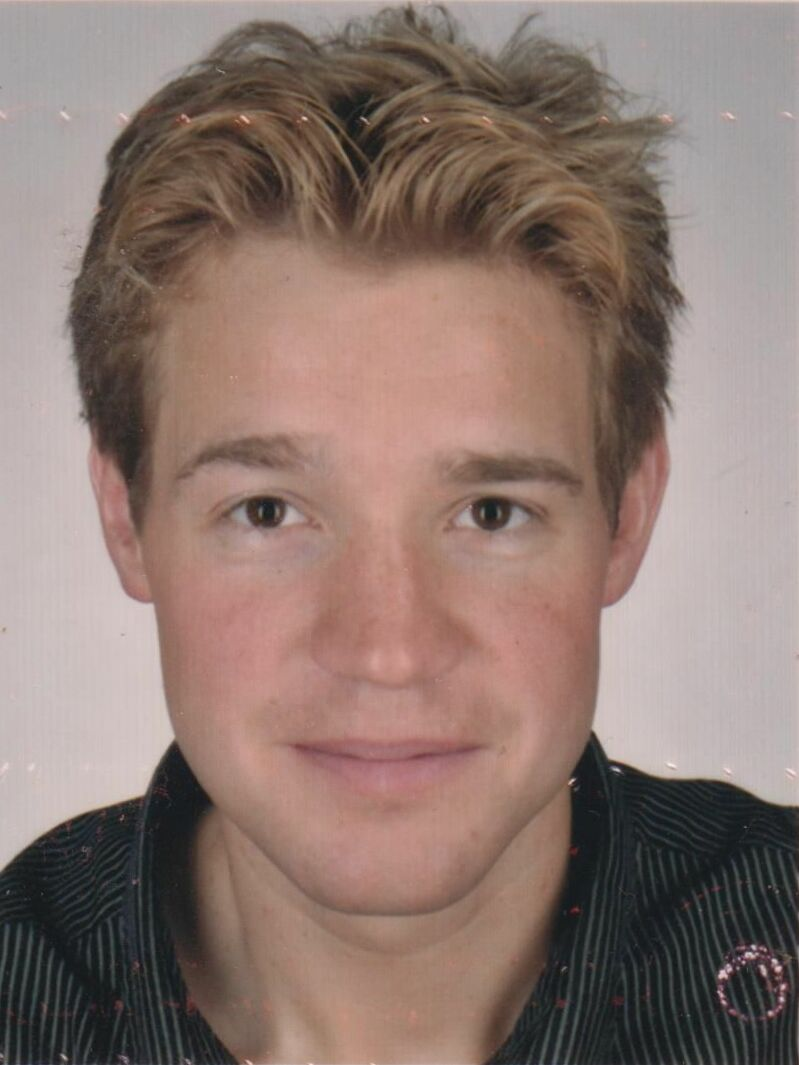
Lars Mittank nel 2013

Lars Joachim Mittank (Berlino, 9 febbraio 1986 – scomparso l'8 luglio 2014) è un turista tedesco scomparso senza lasciare traccia nei pressi dell'Aeroporto di Varna, in Bulgaria.
Mittank era in vacanza alle Sabbie d'oro quando venne presumibilmente coinvolto in una rissa, e non gli venne permesso di tornare a casa in aereo assieme ai suoi amici per ragioni di salute.
Rimasto solo in Bulgaria, Mittank mostrò strani comportamenti. 
Chiamò sua madre in Germania, dichiarando che alcune persone volessero ucciderlo. Il giorno che sarebbe dovuto tornare a casa, Mittank si recò all'aeroporto di Varna per consultare un medico. È stato ripreso dalle telecamere di videosorveglianza dell'aeroporto scappare via dal terminal e addentrarsi in una foresta nelle vicinanze. Non è stato mai più visto o sentito.
Il caso ha generato molto interesse, e il numero di visualizzazioni che ha raggiunto il filmato in cui scappa dall'aeroporto l'ha portato a essere definito "lo scomparso più famoso di YouTube".

## Storia
Lars Joachim Mittank nacque a Berlino il 9 febbraio 1986. Figlio unico, passò la sua infanzia e adolescenza a Itzehoe. Lavorava come meccanico di precisione alla centrale elettrica di Wilhelmshaven, aveva molti amici e una fidanzata. Era un ragazzo atletico e appassionato di sport, specialmente il calcio, di cui era grande tifoso della squadra Werder Brema.
Aveva un ottimo rapporto con i suoi genitori. Nel 2012, suo padre ebbe un ictus, perciò Lars si recava spesso a Marne ad aiutare sua madre nelle cure domestiche. Veniva descritto come una persona normale.

### Eventi
Il 30 giugno 2014, il 28enne tedesco Lars Mittank partì in vacanza con cinque amici dalla Germania alla località balneare turistica di Sabbie d'oro, vicino la città di Varna, in Bulgaria.
Situata sulla costa del Mar Nero, era una meta estiva molto frequentata dai giovani europei, per le feste in spiaggia e le serate in discoteca simili a Ibiza, a un prezzo molto economico.
Prenotarono il loro soggiorno per una settimana all’Hotel Viva, un lussuoso albergo a 4 stelle.
I primi giorni della loro vacanza li passarono rilassandosi sulla spiaggia, nuotando in piscina e ubriacandosi in discoteca. Lars sembrava rilassato e divertito. L'unica anomalia che notarono i suoi amici fu il suo poco appetito, riducendo i suoi pasti a una zuppa occasionale o un'insalata, ma ciò poteva essere dovuto alle alte temperature.
La notte del 5 luglio, il gruppo di amici si recò al Ministry of Cocktails Bar, a seguire la partita del Campionato mondiale di calcio 2014 tra Paesi Bassi e Costa Rica. In occasione dei Mondiali, tutto il bar era addobbato di bandierine. Dopo aver bevuto qualche birra, Lars cominciò a scherzare scambiando le bandierine delle varie Nazioni tra i tavoli dei clienti. Ciò infastidì un altro gruppo di turisti tedeschi, che notando la maglietta del Werder Brema che indossava Lars, squadra di calcio di cui era molto tifoso, cominciarono a discutere con lui, essendo loro dei fan della squadra rivale Bayern Monaco.
Lo scontro durò poco, perché gli amici di Lars intervennero e calmarono la situazione prima che si arrivasse alle mani. La serata dopodiché continuò normalmente.
Lars e i suoi amici furono gli ultimi clienti a lasciare il bar quella notte.
Intorno alle 4 del mattino, due amici di Lars si fermarono a un chiosco di McDonald's sulla spiaggia, con l'intenzione di mangiare qualcosa. Lars non essendo affamato e non apprezzando generalmente quel tipo di alimentazione, rimase distante ad aspettare e disse ai suoi amici che si sarebbe incamminato da solo verso l'hotel e si sarebbero visti in seguito. Arrivati in albergo però, i suoi amici scoprirono che non era ancora tornato. Lars arrivò in hotel alle prime ore del mattino ma non rivolse parola ai suoi amici e andò nella sua camera senza dire nulla.
Il gruppo, dopo aver vagato per le strade di Sabbie d'oro tutta la notte, restò in hotel a riposare fino
a mezzogiorno.
Qualche ora più tardi, Lars raccontò ai suoi amici che mentre tornava in hotel era stato aggredito da
degli uomini russi o bulgari, che pensava fossero stati pagati dai tifosi del Bayern Monaco con cui
aveva discusso la sera prima. Per confermare la sua teoria, disse che uno dei ragazzi tedeschi durante la discussione gli aveva detto che in Bulgaria era facile trovare persone disposte a picchiare qualcuno per pochi soldi. I compagni non credettero alla storia di Lars, pensando ci fosse qualcosa di strano nel suo comportamento. Lars lamentò un dolore all’orecchio sinistro, a detta sua provocato dall’aggressione.
Raccontò ciò che gli era accaduto al telefono alla sua fidanzata in Germania, che gli consigliò di 
farsi visitare da un medico, ma Lars, pensando che il dolore sarebbe passato da solo, non seguì il suo
consiglio e passò tutta la giornata del 6 luglio in modo tranquillo, comprando souvenirs e cartoline.
Il 7 luglio, giorno in cui tutto il gruppo avrebbe dovuto prendere il volo di ritorno per la Germania, 
Lars avvertì un peggioramento del suo dolore all’orecchio sinistro e una perdita dell’udito, perciò si
recò assieme ad un suo amico da un medico dell’Hotel Viva, che notò una ferita alla mandibola e gli
diagnosticò un timpano perforato, consigliandogli di non prendere il suo volo, perché la pressurizzazione
dell’aereo avrebbe potuto far peggiorare le sue condizioni, e lo indirizzò da uno specialista.
Preoccupato per il suo lavoro alla centrale elettrica, dove aveva delle responsabilità ed effettuavano dei regolari controlli che avrebbero potuto creargli dei problemi se avesse subito dei danni permanenti, Lars pensò di non prendere il suo aereo di ritorno quel giorno e restare in ospedale per un po’.
I suoi amici si offrirono di rimanere con lui, ma Lars declinò e li rassicurò che sarebbe tornato da solo, grazie alla sua assicurazione sanitaria.
Alle 20:00 i suoi amici presero il loro aereo di ritorno per la Germania e Lars rimase solo in Bulgaria.
Alle 20:40, dopo aver salutato i suoi amici, Lars prese un taxi per l’ospedale Sant’Anna, a Varna.
Pensando di passare la notte ricoverato, si recò dal medico otorinolaringoiatra
dell’ospedale, il dottor Boris Najdenow, che confermò la diagnosi di timpano perforato e
gli disse che andava operato. Lars però rifiutò di subire qualsiasi tipo di operazione chirurgica in Bulgaria. Allora il medico gli prescrisse degli antibiotici, 500 mg di Cefprozil per l’infezione all’orecchio.
Alle 21:41, uscito dall’ospedale, Lars trovò all’esterno dell’edificio lo stesso taxi che lo aveva condotto
lì ad aspettarlo, come se il tassista sapesse che non sarebbe stato ricoverato.
Lars prese il taxi e si recò a una farmacia, dove però non avevano la quantità richiesta di 
antibiotici. Allora chiese al tassista di accompagnarlo a un’altra farmacia, dove comprò l’intera confezione di
pillole che gli erano state prescritte. Dopodiché si fermò a un bancomat vicino la seconda
farmacia, dove prelevò 200 lev.
Comprati gli antibiotici, tornò nel taxi e chiese al tassista di portarlo in un albergo economico dove
passare la notte, avendo lui fatto il check-out dall’Hotel Viva assieme ai suoi amici in precedenza.
Essendo in alta stagione estiva, quasi tutti gli hotel a Sabbie d'oro erano già prenotati, perciò il tassista lo condusse all’unico albergo disponibile, l’Hotel Color, a basso prezzo e poco distante dall’aeroporto.
Alle 22:10, il taxi arrivò all’Hotel Color. Sceso con i suoi bagagli e gli antibiotici, ringraziò il tassista e gli lasciò una generosa mancia. 
L’albergo si trovava in una piccola e stretta strada, in una delle zone più degradate e pericolose della città. Lars, essendo assetato, pensò di comprare dell’acqua in un piccolo negozio che si trovava di fronte
all’albergo, ma all’esterno di esso vide degli uomini loschi e rinunciò.
Arrivato alla reception, fece il check-in per quella notte e pagò il suo soggiorno con la sua carta
di credito. La receptionist riferì in seguito che Lars, dal momento del suo arrivo,
fosse agitato e con un evidente rossore sul viso, tant'è che pensò inizialmente fosse ubriaco.
Chiese delle informazioni riguardo ai collegamenti autobus per tornare in Germania e comprò dell’acqua all’angolo bar dell’hotel, così da poter ingoiare le sue pillole.
Alle 23:00, entrato nella sua camera, Lars telefonò sua madre Sandra, in preda all’ansia e all’agitazione.
Le raccontò tutto ciò che era successo, dalla discussione con i tifosi del Bayern Monaco al bar,
all’aggressione con conseguente perforazione del timpano sinistro. Le disse che non poteva prendere l’aereo e che i suoi amici erano partiti per la Germania, lasciandolo solo in Bulgaria.
In preda alla paranoia, aggiunse che il medico dell’ospedale lo aveva preso in giro, che aveva fatto finta
di non parlare inglese e che aveva rifiutato qualsiasi tipo di comunicazione con lui, facendogli pagare
un conto di 120 lev (circa 60 euro), pur non essendo stato ammesso in ospedale.
Chiese a Sandra di contattare l’assicurazione sanitaria per stranieri, per essere riportato a casa con il
trasporto pazienti.
Dopo che Sandra telefonò all’assicurazione sanitaria, richiamò Lars e lo informò.
Lars disse sua madre che c’era qualcosa di “strano” in quell’hotel e che non si sentiva al sicuro,
aggiungendo che la receptionist aveva fatto qualcosa di insolito con la sua carta di credito, e pensando 
gliel’avesse clonata con intenzioni losche, chiese a sua madre di bloccargliela, per poi riattivarla
una volta tornato in Germania, assicurando che non sarebbe stato un problema perché aveva ancora abbastanza contanti con sé.
Immediatamente Sandra telefonò un assistente bancario, che la informò che una volta bloccata la carta di credito, non sarebbe stato più possibile riattivarla.
Perciò richiamò Lars, che le disse di bloccarla ugualmente. Sempre più paranoico, affermò di aver paura che qualcuno volesse rapinarlo o ucciderlo, e che avrebbe lasciato l’hotel.
Sandra provvide a bloccargli la carta di credito e, preoccupata per il figlio, prenotò per lui un biglietto aereo di ritorno in Germania che sarebbe partito da Varna alle 16:20 del giorno successivo, e nel caso non gli avessero permesso di volare, per sicurezza, gli comprò anche un biglietto per un autobus che sarebbe partito alle 23:30 e lo avrebbe condotto ad Amburgo.
Dopodiché disse a suo figlio di riposarsi e mettersi in forze, perché i successivi giorni sarebbero stati stancanti. Lars le disse nuovamente che avrebbe lasciato l’hotel, con tono basso perché pensava di 
essere ascoltato da qualcuno, e la telefonata terminò.
Lars per quella vacanza in Bulgaria aveva portato con sé un suo vecchio cellulare, con il quale poteva solo effettuare telefonate o inviare SMS, lasciando il suo nuovo smartphone a casa in Germania, per evitare di romperlo e godersi la vacanza senza distrazioni. Perciò non aveva accesso a internet.
Alle 01:00, Lars prese tutti i suoi bagagli e lasciò l’hotel. Non si conosce dove fosse andato in questo lasso di tempo né cosa abbia fatto.
Alle 02:30, Lars telefonò nuovamente sua madre, questa volta a bassissima voce, in preda al terrore.
Le sussurrò spaventato che aveva lasciato l’hotel e quattro uomini lo stavano seguendo, appellandolo  "maiale del Brema" e "nazista". Le disse che si era nascosto da qualche parte in alto e aveva paura di cadere e farsi scoprire. 
Dopodiché chiuse la telefonata.
Alle 03:06, Lars inviò un SMS a sua madre che diceva “Cefzil 500 che cos’è?”.
Alle 03:15 ne inviò un altro, che diceva la stessa cosa: “che cos’è Cefzil 500?”
Si trattava degli antibiotici che gli erano stati prescritti dal medico.
Lars sembrava mostrare dei dubbi sulle pillole che stava prendendo.
Siccome Sandra pensava si stesse nascondendo, non lo richiamò per paura che lo squillare 
del cellulare lo avrebbe fatto scoprire dagli uomini che lo stavano inseguendo.
Passò tutta la notte sveglia davanti al cellulare, in attesa che Lars la richiamasse.
Alle 5:00 del mattino, Lars è stato visto da un tassista agitarsi in preda al panico al lato di una strada vicino la spiaggia, nei pressi del Beach Cuba Bar.
Nonostante avesse già una passeggera, un’assistente sociale bulgara, il tassista scelse di prenderlo 
ugualmente nel suo taxi, vista la sua urgenza di essere prelevato.
Sia il tassista che la passeggera, dichiararono che Lars sembrasse terrorizzato e che avesse entrambe le
pupille totalmente dilatate.

### La scomparsa
Alle 6:00 del mattino, il taxi arrivò all’aeroporto di Varna.
Lars scese con tutti i suoi bagagli e telefonò sua madre, dicendole con sollievo che era arrivato in aeroporto, riducendo la conversazione al minimo perché gli era rimasta poca batteria. 
Le disse che era rimasto senza soldi, ma, avendo la carta di credito bloccata, aveva chiesto informazioni a un uomo tedesco in aeroporto, che gli aveva parlato di Western Union.
Lars, che prima di allora non conosceva questo sistema per spedire denaro, spiegò dettagliatamente 
alla madre il suo funzionamento e le chiese di spedirgli dei soldi, non specificando un importo preciso. Le disse che era sporco di terra dopo essere stato in quel nascondiglio per sfuggire ai quattro
uomini che lo avevano inseguito durante la notte, e sua madre gli consigliò di andare in bagno e darsi
una sciacquata. Dopodiché Sandra diede a Lars i dettagli del biglietto aereo e del bus che gli aveva 
prenotato, chiedendogli di scriverli da qualche parte, nel caso il cellulare si fosse scaricato.
Lars le rispose che “loro” non gli avrebbero permesso di prendere l'aereo né l'autobus. Sandra gli consigliò di 
consultare il medico dell’aeroporto dopo essersi sciacquato, per essere sicuro di poter prendere il suo
aereo di ritorno, e lo incoraggiò che l’orecchio non poteva essere in pessime condizioni, perché altrimenti il medico dell’ospedale non lo avrebbe mandato via.
La telefonata terminò e Sandra decise di spedirgli 500 euro tramite Western Union.
Tentò di chiamarlo per avvisarlo, la telefonata si aprì ma Sandra riuscì a udire solo un fruscio di sottofondo, come se la chiamata fosse stata aperta per sbaglio e Lars avesse il cellulare in tasca mentre
si sciacquava in bagno. Allora Sandra chiuse la chiamata.
Sarà l’ultima volta che Lars risponderà al telefono. Sua madre tenterà tante altre volte di contattarlo,
senza ottenere mai risposta.
Alle 09:25, le telecamere a circuito chiuso dell'aeroporto registrarono Lars recarsi nello studio del medico con i suoi bagagli, mentre beveva una bibita energetica. 
Sembrava avere un atteggiamento calmo e tranquillo.
La visita dal medico durerà 42 minuti.
Il dottor Kosta Kostov prese tutte le informazioni necessarie dal suo passaporto, controllò il suo orecchio, gli somministrò delle gocce, gli misurò una temperatura corporea di 37,2° e tentò di dargli delle compresse, ma Lars le rifiutò, probabilmente a causa della pessima esperienza che
aveva avuto con Cefzil 500. Il medico dell’aeroporto disse a Lars che poteva prendere il suo
aereo di ritorno per la Germania, perché la situazione col timpano perforato non era così grave,
però doveva prima firmare un documento in cui dichiarava di assumersi tutte le responsabilità
in caso di successivi problemi all’orecchio causati dalla pressurizzazione dell’aereo.
Perciò gli diede il documento e Lars lo firmò.
Il dottor Kostov descrisse in Lars un atteggiamento ansioso e irrequieto. A detta sua, sembrava molto insicuro e 
affermò che avesse l’aspetto di qualcuno che non dormisse da un po’ di tempo.
Improvvisamente, Lars si alzò in piedi e scappò via dallo studio del medico, lasciando tutti i suoi
bagagli, compreso il suo cellulare, il suo passaporto, il suo portafogli e i suoi documenti di identità. Secondo le testimonianze del medico, Lars scappò dalla stanza dopo che un terzo individuo ancora oggi non identificato entrò nella stanza. Quando gli investigatori chiesero informazioni su quest'uomo al dottore, quest'ultimo cambiò tre volte versione, come se non volesse rivelare la vera identità. Tutto ciò ha sollevato molti dubbi riguardo alla scarsa attenzione che misero gli investigatori bulgari per questo caso.
Alle 10:08, le telecamere di videosorveglianza dell’aeroporto ripresero Lars fuggire via dal terminal,
rallentare una volta uscito dall’edificio, camminare attorno all’aeroporto (come per evitare
di attirare attenzioni della polizia) e riprendere velocità allontanatosi. 
Dei testimoni riferirono di averlo visto scavalcare una recinzione di filo spinato e sparire in un campo
di girasoli alti due metri, nelle vicinanze di un’autostrada.
Da quel momento in poi, Lars Mittank è scomparso nel nulla. Nessuno l’ha mai più visto o sentito.

### Avvistamenti
- 2014: Tre mesi dopo la sua scomparsa, nell'ottobre del 2014, una prostituta bulgara riferì di aver visto Lars mentre camminava lungo una strada di campagna in direzione di Slănčevo, comune di Aksakovo, nascondendosi dietro dei cespugli al passaggio di ogni auto. La donna gli offrì dei rapporti sessuali in cambio di denaro, ma il presunto Lars rifiutò e le raccontò di vivere in un grande albergo nel villaggio più vicino. Non c'è nessun albergo a Slănčevo e nessun abitante riferì di averlo visto da quelle parti. La famiglia di Lars è convinta si trattasse di lui.[8]
- 2015: Un anno dopo la sua scomparsa, un camionista ritenne di averlo visto fare autostop a Varna. La veridicità di quest'affermazione non è stata confermata.
- 2018: Nel settembre del 2018, la trasmissione Chi l’ha visto, mandò un servizio di 5 minuti in cui raccontano che alcuni testimoni di un McDonald's di Torino (per la precisione a Collegno) avrebbero visto Lars. Il soggetto si presentava magro, con barba e capelli lunghi e una parlata tedesca mischiata all’italiano. Successivamente la mamma di Lars, confrontando le immagini che le sono state consegnate sul presunto avvistamento, affermò che non si trattava di lui.[9]
- 2019: Un camionista tedesco diede un passaggio a un autostoppista da Dresda a Schildow, in Germania. L'uomo conobbe il caso di scomparsa tempo dopo, e disse che l'autostoppista somigliava a una versione deturpata di Lars. Il camionista riferì che aveva dei lunghi capelli e una barba incolta.

Mittank è stato descritto come lo "scomparso più famoso di YouTube". A maggio del 2018, quattro anni dopo la sua scomparsa, i filmati di videosorveglianza che lo ritraggono fuggire dall'aeroporto hanno raggiunto le 16 milioni di visualizzazioni. 
La misteriosa natura del caso ha portato a molte discussioni e lo sviluppo di diverse teorie. Ancora oggi, il caso rimane irrisolto.